# Furu
Als Furu werden die im ostafrikanischen Viktoriasee endemisch lebenden Buntbarsche (Cichlidae) bezeichnet. Sie alle gehören zur Tribus Pseudocrenilabrini und sind bis auf Astatoreochromis untereinander enger verwandt als mit den Haplochromini anderer Seen. Sie gelten als Beispiel für eine sehr schnelle Adaptive Radiation. Der See war vor 12.000 Jahren ausgetrocknet. Nachdem er sich wieder mit Wasser füllte, sollen den neuen See nur ein bis fünf Ursprungsarten besiedelt haben, die rasch divergierten.

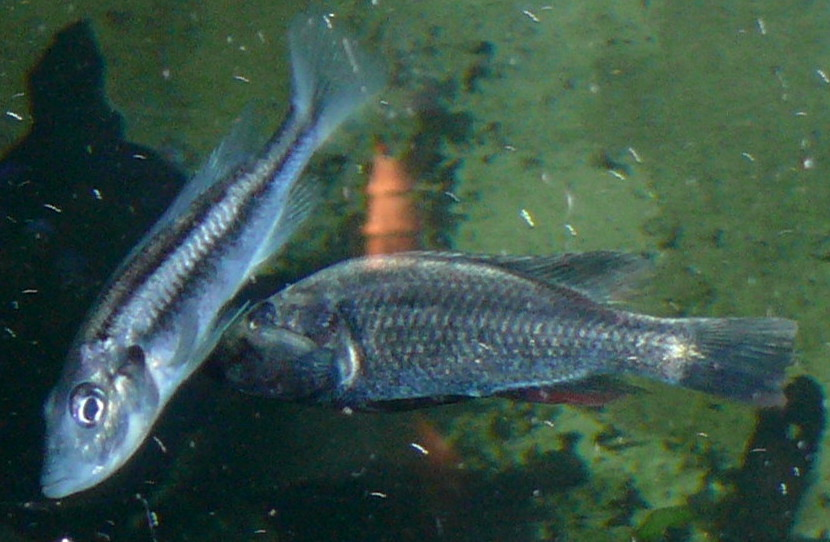
Haplochromis thereuterion im Aquarium Berlin

## Aussehen
Männchen sind oft sehr farbenprächtig, während die Weibchen meist eine schlichtere helle oder gelbliche Farbe mit dunklen Querstreifen haben. Alle Furu sind Maulbrüter.

## Ernährung
Die Furu passten sich vor allem an unterschiedliche Nahrungsquellen an und entwickelten verschiedene Maulformen und Zahntypen. Unter anderem unterscheidet man:
- Fischfresser (mindestens 130 Arten)
- Algenfresser (mindestens 45 Arten)
- Blätterfresser
- Insektenfresser (mindestens 29 Arten)
- Brutfresser (mindestens 24 Arten)
- Schneckenfresser (mindestens 9 Arten, unter anderem Astatoreochromis zerbeißen die Schneckengehäuse, mindestens 12 Arten reißen die Schnecken mit verlängerten gekrümmten Zähnen aus dem Gehäuse)
- Zooplanktonfresser (mindestens 21 Arten)
- Garnelenfresser (mindestens 13 Arten)
- Schlammsieber (mindestens 13 Arten)
- Putzerfische (2 Arten)
- Schuppenfresser (1 Art)

## Ökologisches Desaster
Man schätzte, dass bis zu 500 Buntbarscharten in dem See lebten. In den 1950ern wurde der Nilbarsch (Lates niloticus) als kommerziell gut zu verwertender Speisefisch in den See eingesetzt. Dies erwies sich als ökologisches Desaster, weil die Nilbarsche die Buntbarsche zu ihrer bevorzugten Beute machten. In den 1970er bis 1990er starben immer schneller Arten aus, noch bevor sie wissenschaftlich beschrieben werden konnten. Trotzdem wurden bis 1995 mehr als 400 Buntbarscharten im Viktoriasee beschrieben. Einige Furuarten leben nur noch in menschlicher Obhut. Zoos und Aquarianer bemühen sich, sie wenigstens in Gefangenschaft zu erhalten.

## Gattungen und Untergattungen vonHaplochromis
- Astatoreochromis
- Haplochromis
  - Astatotilapia
  - Enterochromis
  - Harpagochromis
  - Paralabidochromis
  - Labrochromis
  - Lipochromis
  - Lithochromis
  - Neochromis
  - Prognathochromis
  - Psammochromis
  - Ptyochromis
  - Xystochromis
  - Yssochromis
- Hoplotilapia
- Macropleurodus
- Mbipia
- Platytaeniodus
- Pundamilia
- Pyxichromis